# Lac Dufresnoy
Lac Dufresnoy är en sjö i Kanada.   Den ligger i regionen Abitibi-Témiscamingue och provinsen Québec, i den sydöstra delen av landet, 400 km nordväst om huvudstaden Ottawa. Lac Dufresnoy ligger 274 meter över havet. Arean är 6,7 kvadratkilometer. Den sträcker sig 5,4 kilometer i nord-sydlig riktning, och 3,7 kilometer i öst-västlig riktning.
I omgivningarna runt Lac Dufresnoy växer i huvudsak blandskog. Runt Lac Dufresnoy är det mycket glesbefolkat, med 2 invånare per kvadratkilometer.